# Đội tuyển bóng đá quốc gia Martinique
Đội tuyển bóng đá quốc gia Martinique (tiếng Pháp: Équipe de la Martinique de football) là đội tuyển cấp quốc gia của Martinique do Liên đoàn bóng đá Martinique, một nhánh của Liên đoàn bóng đá Pháp, quản lý. Vào ngày 7 tháng 8 năm 2010, đội tuyển lấy biệt danh Les Matinino, để bày tỏ lòng tri ân tới lịch sử hòn đảo.
Trận thi đấu quốc tế đầu tiên của đội là trận gặp đội tuyển Barbados là vào năm 1934. Thành tích tốt nhất của đội cho đến nay là lọt vào tứ kết của Cúp Vàng CONCACAF 2002.

## Danh hiệu
- Vô địch Cúp Caribe: 1

Vô địch: 1993
Á quân: 1994
Hạng ba: 1992; 1996; 2001
- Coupe de l'Outre-Mer:
  - Vô địch (1): 2010
- CFU Championship:
  - Vô địch (2): 1983, 1985

## Cúp Vàng CONCACAF
| Cúp Vàng CONCACAF | Cúp Vàng CONCACAF        | Cúp Vàng CONCACAF        | Cúp Vàng CONCACAF        | Cúp Vàng CONCACAF        | Cúp Vàng CONCACAF        | Cúp Vàng CONCACAF        | Cúp Vàng CONCACAF        | Cúp Vàng CONCACAF        |
| Năm               | Thành tích               | Hạng                     | Trận                     | Thắng                    | Hòa                      | Thua                     | Bàn thắng                | Bàn thua                 |
| ----------------- | ------------------------ | ------------------------ | ------------------------ | ------------------------ | ------------------------ | ------------------------ | ------------------------ | ------------------------ |
| 1991              | Không vượt qua vòng loại | Không vượt qua vòng loại | Không vượt qua vòng loại | Không vượt qua vòng loại | Không vượt qua vòng loại | Không vượt qua vòng loại | Không vượt qua vòng loại | Không vượt qua vòng loại |
| 1993              | Vòng bảng                | 8th                      | 3                        | 0                        | 1                        | 2                        | 3                        | 14                       |
| 1996 đến 2000     | Không vượt qua vòng loại | Không vượt qua vòng loại | Không vượt qua vòng loại | Không vượt qua vòng loại | Không vượt qua vòng loại | Không vượt qua vòng loại | Không vượt qua vòng loại | Không vượt qua vòng loại |
| 2002              | Tứ kết                   | 6th                      | 3                        | 1                        | 1                        | 1                        | 2                        | 3                        |
| 2003              | Vòng bảng                | 12th                     | 2                        | 0                        | 0                        | 2                        | 0                        | 3                        |
| 2005 đến 2011     | Không vượt qua vòng loại | Không vượt qua vòng loại | Không vượt qua vòng loại | Không vượt qua vòng loại | Không vượt qua vòng loại | Không vượt qua vòng loại | Không vượt qua vòng loại | Không vượt qua vòng loại |
| 2013              | Vòng bảng                | 9th                      | 3                        | 1                        | 0                        | 2                        | 2                        | 4                        |
| 2015              | Không vượt qua vòng loại | Không vượt qua vòng loại | Không vượt qua vòng loại | Không vượt qua vòng loại | Không vượt qua vòng loại | Không vượt qua vòng loại | Không vượt qua vòng loại | Không vượt qua vòng loại |
| 2017              | Vòng bảng                | 9th                      | 3                        | 1                        | 0                        | 2                        | 4                        | 6                        |
| 2019              | Vòng bảng                | 12th                     | 3                        | 1                        | 0                        | 2                        | 5                        | 7                        |
| 2021              | Vòng bảng                | 15th                     | 3                        | 0                        | 0                        | 3                        | 3                        | 12                       |
| 2023              | Vòng bảng                | 12th                     | 3                        | 1                        | 0                        | 2                        | 7                        | 9                        |
| Tổng cộng         | 1 lần tứ kết             | 8/17                     | 23                       | 5                        | 2                        | 16                       | 26                       | 58                       |

## Cúp Caribe
| Năm       | Thành tích               | Hạng                     | Trận                     | Thắng                    | Hòa                      | Thua                     | Bàn thắng                | Bàn thua                 |
| --------- | ------------------------ | ------------------------ | ------------------------ | ------------------------ | ------------------------ | ------------------------ | ------------------------ | ------------------------ |
| 1989      | Không vượt qua vòng loại | Không vượt qua vòng loại | Không vượt qua vòng loại | Không vượt qua vòng loại | Không vượt qua vòng loại | Không vượt qua vòng loại | Không vượt qua vòng loại | Không vượt qua vòng loại |
| 1990      | Bị loại khỏi giải        |                          | 2                        | 1                        | 1                        | 0                        | 4                        | 2                        |
| 1991      | Vòng 1                   | 5th                      | 3                        | 1                        | 1                        | 1                        | 4                        | 2                        |
| 1992      | Hạng ba                  | 3rd                      | 5                        | 2                        | 1                        | 2                        | 10                       | 6                        |
| 1993      | Vô địch                  | 1st                      | 5                        | 3                        | 2                        | 0                        | 8                        | 3                        |
| 1994      | Á quân                   | 2nd                      | 5                        | 3                        | 1                        | 1                        | 12                       | 10                       |
| 1995      | Không vượt qua vòng loại | Không vượt qua vòng loại | Không vượt qua vòng loại | Không vượt qua vòng loại | Không vượt qua vòng loại | Không vượt qua vòng loại | Không vượt qua vòng loại | Không vượt qua vòng loại |
| 1996      | Hạng ba                  | 3rd                      | 5                        | 2                        | 1                        | 2                        | 6                        | 4                        |
| 1997      | Vòng 1                   | 5th                      | 2                        | 1                        | 0                        | 1                        | 2                        | 3                        |
| 1998      | Vòng 1                   | 5th                      | 3                        | 1                        | 0                        | 2                        | 7                        | 8                        |
| 1999      | Không vượt qua vòng loại | Không vượt qua vòng loại | Không vượt qua vòng loại | Không vượt qua vòng loại | Không vượt qua vòng loại | Không vượt qua vòng loại | Không vượt qua vòng loại | Không vượt qua vòng loại |
| 2001      | Hạng ba                  | 3rd                      | 5                        | 3                        | 0                        | 2                        | 6                        | 8                        |
| 2005      | Không vượt qua vòng loại | Không vượt qua vòng loại | Không vượt qua vòng loại | Không vượt qua vòng loại | Không vượt qua vòng loại | Không vượt qua vòng loại | Không vượt qua vòng loại | Không vượt qua vòng loại |
| 2007      | Vòng 1                   | 6th                      | 3                        | 1                        | 0                        | 2                        | 4                        | 8                        |
| 2008      | Không vượt qua vòng loại | Không vượt qua vòng loại | Không vượt qua vòng loại | Không vượt qua vòng loại | Không vượt qua vòng loại | Không vượt qua vòng loại | Không vượt qua vòng loại | Không vượt qua vòng loại |
| 2010      | Vòng 1                   | 7th                      | 3                        | 0                        | 1                        | 2                        | 1                        | 3                        |
| 2012      | Hạng tư                  | 4th                      | 5                        | 2                        | 2                        | 1                        | 5                        | 3                        |
| 2014      | Vòng 1                   | 6th                      | 3                        | 1                        | 1                        | 1                        | 3                        | 4                        |
| 2017      | Hạng tư                  | 4th                      | 2                        | 0                        | 0                        | 2                        | 1                        | 3                        |
| Tổng cộng | 1 lần vô địch            | 14/19                    | 51                       | 21                       | 11                       | 19                       | 73                       | 67                       |

## Cầu thủ

### Đội hình hiện tại
Đây là đội hình đã hoàn thành Cúp Vàng CONCACAF 2023.

Số liệu thống kê tính đến ngày 4 tháng 7 năm 2023, sau trận gặp Costa Rica.
| Số | VT | Cầu thủ                     | Ngày sinh (tuổi)  | Trận | Bàn | Câu lạc bộ     |
| -- | -- | --------------------------- | ----------------- | ---- | --- | -------------- |
|    | TM | Emmanuel Vermignon          | 20 tháng 1, 1989  | 19   | 0   | Club Colonial  |
|    | TM | Yannis Clementia            | 5 tháng 7, 1997   | 8    | 0   | Caen           |
|    | TM | Théo De Percin              | 1 tháng 2, 2001   | 1    | 0   | Auxerre        |
|    |    |                             |                   |      |     |                |
|    | HV | Yordan Thimon               | 10 tháng 9, 1996  | 13   | 0   | Golden Lion    |
|    | HV | Patrick Burner              | 11 tháng 4, 1996  | 10   | 4   | Nîmes          |
|    | HV | Florent Poulolo             | 2 tháng 2, 1997   | 9    | 0   | Sigma Olomouc  |
|    | HV | Jonathan Rivierez           | 18 tháng 5, 1989  | 9    | 1   | FBBP01         |
|    | HV | Jean-Claude Junior Michalet | 8 tháng 4, 2000   | 8    | 2   | Golden Lion    |
|    | HV | Florian Lapis               | 8 tháng 8, 1993   | 6    | 1   | Versailles     |
|    | HV | Ronny Labonne               | 14 tháng 9, 1997  | 5    | 0   | Nîmes          |
|    | HV | Evan Salines                | 26 tháng 3, 1998  | 2    | 0   | Golden Lion    |
|    | HV | Davy Singama                | 21 tháng 1, 2001  | 2    | 1   | New Star Ducos |
|    |    |                             |                   |      |     |                |
|    | TV | Daniel Hérelle (đội trưởng) | 17 tháng 10, 1988 | 91   | 3   | Samaritaine    |
|    | TV | Andy Marny                  | 16 tháng 7, 1995  | 12   | 1   | Club Colonial  |
|    | TV | Cyril Mandouki              | 21 tháng 8, 1991  | 10   | 1   | Paris FC       |
|    | TV | Jonathan Mexique            | 10 tháng 3, 1995  | 9    | 1   | Châteauroux    |
|    | TĐ | Karl Fabien                 | 1 tháng 8, 2000   | 8    | 3   | Vierzon        |
|    | TV | Ghislain Arbaut             | 16 tháng 8, 1999  | 7    | 0   | Assaut         |
|    | TV | Thomas Ephestion            | 9 tháng 6, 1995   | 6    | 0   | Mezőkövesdi    |
|    |    |                             |                   |      |     |                |
|    | TĐ | Kévin Fortuné               | 6 tháng 8, 1989   | 15   | 4   | Orléans        |
|    | TĐ | Brighton Labeau             | 1 tháng 1, 1996   | 10   | 3   | Lausanne-Sport |
|    | TĐ | Enrick Reuperné             | 3 tháng 8, 1998   | 10   | 0   | Assaut         |
|    | TĐ | Stévyne Baker               | 17 tháng 1, 2001  | 1    | 0   | Diamantinoise  |

### Triệu tập gần đây
Dưới đây là các cầu thủ được triệu tập trong vòng 12 tháng.
| Vt | Cầu thủ                | Ngày sinh (tuổi)  | Số trận | Bt | Câu lạc bộ         | Lần cuối triệu tập                     |
| -- | ---------------------- | ----------------- | ------- | -- | ------------------ | -------------------------------------- |
| TM | Gilles Meslien         | 17 tháng 6, 1989  | 6       | 0  | Golden Lion        | v. Costa Rica, 25 March 2023           |
| TM | Alexis Lovy            |                   | 0       | 0  | Diamantinoise      | v. Guiné-Bissau, 24 September 2022     |
|    |                        |                   |         |    |                    |                                        |
| HV | Karl Vitulin           | 15 tháng 1, 1991  | 59      | 2  | Samaritaine        | v. Costa Rica, 25 March 2023           |
| HV | Romario Barthéléry     | 24 tháng 6, 1994  | 12      | 0  | Golden Lion        | v. Costa Rica, 25 March 2023           |
| TV | Carlo Rabathaly        | 16 tháng 4, 2000  | 3       | 1  | Diamantinoise      | v. Costa Rica, 25 March 2023           |
| HV | Florian Goma           | 21 tháng 1, 2001  | 2       | 0  | RC Saint-Joseph    | v. Guyane thuộc Pháp, 25 February 2023 |
| HV | Jonas Germe            | 8 tháng 2, 1997   | 0       | 0  | Diamantinoise      | v. Guyane thuộc Pháp, 25 February 2023 |
| HV | Ambroise Félicitet     | 29 tháng 5, 1993  | 4       | 0  | Aiglon             | v. Guiné-Bissau, 24 September 2022     |
| HV | Gregory Charles        | 24 tháng 5, 1989  | 1       | 0  | Club Colonial      | v. Guiné-Bissau, 24 September 2022     |
| HV | Jonas Crusol           |                   | 0       | 0  | Diamantinoise      | v. Guiné-Bissau, 24 September 2022     |
|    |                        |                   |         |    |                    |                                        |
| TV | Samuel Renel           | 3 tháng 11, 2001  | 1       | 0  | Niort              | v. Costa Rica, 25 March 2023           |
| TV | Christophe Jougon      | 10 tháng 7, 1995  | 32      | 1  | Club Franciscain   | v. Costa Rica, 23 March 2023 PRE       |
| TV | Mathis Priam           | 9 tháng 2, 2002   | 3       | 0  | Samaritaine        | v. Guyane thuộc Pháp, 25 February 2023 |
| TV | Thierry Catherine      | 2 tháng 8, 1997   | 5       | 0  | Golden Lion        | v. Guiné-Bissau, 24 September 2022     |
| TV | René-Charles Montabord | 6 tháng 3, 2003   | 2       | 0  | Aiglon             | v. Guiné-Bissau, 24 September 2022     |
|    |                        |                   |         |    |                    |                                        |
| TĐ | Mickaël Biron          | 26 tháng 8, 1997  | 13      | 7  | RWDM47             | v. Costa Rica, 25 March 2023           |
| TĐ | Gabriel Bilon          | 19 tháng 12, 1997 | 2       | 1  | Golden Star        | v. Costa Rica, 25 March 2023           |
| TĐ | Mael Crifar            | 28 tháng 6, 2002  | 1       | 0  | Aiglon             | v. Costa Rica, 25 March 2023           |
| TĐ | Johnny Marajo          | 12 tháng 10, 1993 | 25      | 1  | Club Franciscain   | v. Costa Rica, 23 March 2023 PRE       |
| TĐ | Shavy Resouf           | 28 tháng 5, 2002  | 2       | 0  | Le Havre B         | v. Guyane thuộc Pháp, 25 February 2023 |
| TĐ | Killian Polomat        | 23 tháng 2, 2001  | 5       | 0  | Club Franciscain   | v. Guiné-Bissau, 24 September 2022     |
| TĐ | Bryan Henriol          | 5 tháng 5, 1999   | 3       | 0  | Club Colonial      | v. Guiné-Bissau, 24 September 2022     |
| TĐ | Alvyn Lamasine         | 7 tháng 7, 2001   | 1       | 0  | Golden Lion        | v. Guiné-Bissau, 24 September 2022     |
| TĐ | Emmanuel Vanitou       | 1 tháng 1, 1999   | 0       | 0  | Verneuil-sur-Seine | v. Guiné-Bissau, 24 September 2022     |